# Louis Van Lint
Pour les articles homonymes, voir Lint.
Louis Van Lint, né à Bruxelles, le 26 décembre 1909 et mort à Bruxelles, le 27 décembre 1986, est un peintre belge chef de file de l'abstraction lyrique en Belgique. Il fut membre fondateur de la Jeune Peinture belge, inspira certains membres du mouvement CoBrA et participa à leurs recherches.

## Biographie
Louis Noël Van Lint naît le 26 décembre 1909 à Bruxelles d'un père flamand et d'une mère hennuyère. En 1934, il épouse Marguerite Lutte, une jeune fille qu'il connaît depuis l'enfance. En 1946, son épouse donne naissance à leur fille unique, Martine.
Très jeune, il commence à travailler dans la petite entreprise en bâtiment familiale. Dès 1924, il s'inscrit à l'Académie des beaux-arts de Saint-Josse-ten-Noode afin d'y suivre des cours de dessin et de peinture sous la tutelle d'Henri Ottevaere, puis de Jacques Maes. Il fréquentera l'académie jusqu'en 1937. Il a étudié aussi la sculpture (1935) et l'architecture. Dans ses œuvres de jeunesse, scènes d'intérieurs, paysages urbains et campagnards, il développe un style réaliste avec un travail de coloriste tout à fait remarquable.
Il fait ses débuts à l'exposition Art Jeune (1938) et, en 1940, il fonde le groupe La Route libre avec Gaston Bertrand et Anne Bonnet. De 1941 à 1948, il remporte plusieurs prix, participe à de nombreuses expositions, dont sa première exposition personnelle en 1942 au Palais des Beaux-Arts de Bruxelles.
Il adhère à l'animisme (prise de conscience des valeurs humaines ) et participe avec ses tenants aux expositions de la Galerie Apollo. Mais dès 1943, comme en témoigne L'écorché, véritable manifeste, il fait volte-face et se libère de l'animisme. Commence une période pleine d'un univers carnavalesque qui rappelle Ensor. Il exécute des décors pour Le Baladin du monde occidental de Synge (1944) et pour l'Histoire du soldat de Ramuz (1945).
À partir de 1944-1945, son expression devint plus virulente (Autoportrait, 1944). En 1945, il cofonde avec Anne Bonnet et Gaston Bertrand la Jeune Peinture belge, dont Ensor devient le Président d'honneur. Cette association d'artistes, à la recherche d'une nouvelle vision de la peinture, se poursuivra jusqu'en 1949.
Sous l'influence de Bazaine, il évolue rapidement vers la Non-Figuration lyrique ("Symphonie en rouge", 1949), et collabore à des manifestations du groupe CoBrA (1948-1951). De 1952 à 1954, il tente l'expérience de l'Abstraction géométrique (Urbanisme, 1954), avant de renouer avec un lyrisme inspiré par la nature. Il s'inspirera de plus en plus de la frénésie de la nature dont il emprunte le dynamisme de la couleur et de la matière (Sauvagerie automnale, 1960).
En 1958, la Solomon R. Guggenheim Foundation lui décerne une distinction. Cette même année, un hommage lui est également rendu au cours de l'exposition organisée par Le Cercle Artistique et Littéraire de Charleroi.
En 1960, il est élu membre de l'Académie royale de Belgique et remporte le prix international de peinture Marzotto à Lugano. Entre 1958 et 1973, il fait de nombreux voyages (France, Grèce, Portugal, Tunisie, Espagne, Italie) qui sont autant de sources d'inspiration pour son œuvre.
Au début des années 1960, il fait la connaissance de Marcel Stal, propriétaire de la galerie Carrefour et collectionneur avisé, qui étend la renommée de l'artiste. Il lui présente en outre Hergé, avec qui Van Lint se liera d'amitié. Van Lint initiera Hergé à l'art abstrait et sera pendant un an son professeur de peinture particulier.
En 1974, il fait face à de graves problèmes de santé. En 1977, première d'une série d'expositions à la galerie Armorial, dirigée par l'historien de l'art Serge Goyens de Heusch.
En 1981, plusieurs de ces œuvres sont acquises par la Maison Grand-Ducale de Luxembourg. En 1982, le Sénat belge acquiert sa grande composition Ballet ou Conflit.
Louis Van Lint s'éteint le 27 décembre 1986, une semaine à peine après avoir terminé sa dernière toile, Seuil de l'Inexploré.
Une grande rétrospective de son œuvre a lieu à Bruxelles en 2003, et une nouvelle monographie est publiée.
En 2014, un autoportrait de Van Lint entre au Musée des Offices de Florence. L’œuvre rejoint la prestigieuse collection permanente du Corridor de Vasari, après avoir été exposée dans le hall de l’église San Pier Scheraggio,.

## Van Lint collectionneur
Louis Van Lint a, tout au long de sa vie, collectionné les outils anciens, choisis pour leurs formes harmonieuses. Une partie de la collection ornait un mur de sa demeure et suscita souvent l'intérêt et le questionnement des personnalités en visite chez le peintre,.

## Prix et distinctions
- Prix du journal Le Soir, 1941
- Prix de l'art populaire, Bruxelles, 1943
- Prix Picard de la Libre Académie de Belgique, 1948
- Prix international de peinture de Santa Margherita Ligure, 1950
- Prix de La Jeune Peinture belge, 1950
- Prix de dessin de Lugano, 1952
- Médaille d'or de la 2e Biennale de peinture de Menton, 1953
- Prix de la critique d'art belge de Bruxelles, 1954
- Prix de la Guggenheim Foundation, New York, 1958
- Grand Prix de la critique d'art, Charleroi, 1958
- Prix international de peinture Marzotto, Lugano, 1960
- Prix de la critique belge, 1961
- Prix de peinture, Cagnes-sur-Mer, 1971
- Grand officier de l'ordre de Léopold, 1982

## Sociétés artistiques
- La Route libre, 1939
- Apport, 1941
- La Jeune Peinture belge, 1945
- Groupe Espace, 1952-54
- Académie royale de Belgique, 1968

## Œuvres
- L'écorché, 1943.
- Autoportrait, 1944.
- Cabines, 1945.
- Le Poulailler, 1946.
- Symphonie en rouge, 1949.
- Chartres, 1950.
- Miroir marin, 1958.
- Zonnig Nieuwpoort - Nieuport ensoleillé.
- Soleil Révélateur, 1968.
- Ballet ou Conflit/La mer, 1982.
- Circonvolutions astrales, au musée de l'art wallon, à Liège.

## Muséographie
- Musées royaux des beaux-arts de Belgique - Koninklijke Musea voor Schoone Kunsten van België, Bruxelles
- Musée d'Ixelles - Museum van Elsene, Bruxelles
- Stedelijk Museum voor Actuele Kunst (SMAK), Gent
- Museum Voor Moderne Kunst (PMMK), Ostende
- Musée de Louvain-la-Neuve
- Musée d'art moderne et d'art contemporain, Liège
- koninklijk museum voor schone kunsten, Anvers
- Musée d'art wallon, Liège
- Guggenheim Museum, New York
- Brooklyn Museum, New York Pittsburgh
- Carnegie Institute, Pittsburgh
- Musée de São Paulo
- Musée des Offices, Florence

## Expositions

### Expositions Individuelles
- Palais des Beaux-Arts, Bruxelles, 1942
- Galerie l’Atelier, Bruxelles, 1942
- Galerie l’Atelier, Bruxelles, 1943
- Palais des Beaux-Arts, Bruxelles, 1945
- Galerie Apollo, Bruxelles, 1947
- Galerie de Verneuil, Paris, 1950
- Palais des Beaux-Arts, Bruxelles, 1950
- Kunsthandel Martinet & Michiels, Amsterdam, 1951
- Galerie de Verneuil, Paris (avec Anne Bonnet), 1954
- Galerie Apollo, Bruxelles, 1954
- Pavillon belge, XXVIIIe Biennale de Venise, 1956
- Palais des Beaux-Arts, Charleroi, 1958
- Palais des Beaux-Arts, Bruxelles, 1958
- Cercle artistique et littéraire de Gand, 1959
- Galerie Sistina, São Paulo (avec Paul Van Hoeydonck), 1961
- Galerie Géo Michel, Bruxelles, 1961
- Musée des Beaux-Arts, Verviers, 1962
- Palais des Beaux-Arts, Bruxelles, 1962
- APIAW, Liège, 1963
- Galerie Le Zodiaque, Bruxelles, 1964
- Mullem, Oostende, 1965
- Brangwijnmuseum, Bruges, 1966
- Galerie Carrefour, Bruxelles, 1969, 1967
- Galerie Imago, Tielt, 1972
- Galerie Pieter Coecke, Aalst, 1972
- Galerie Carrefour, Bruxelles, 1973
- Hommage à Van Lint par le groupe Zist-Zest, palais des beaux-arts, Charleroi, 1974
- Traders House, Anvers, 1975
- Faculty Club, Louvain, 1975
- Galerie Armorial, Bruxelles, 1981, 1979, 1977
- Galerie Campo, Anvers, 1982
- Exposition promotionnelle de la monographie de Van Lint par P. Robert-Jones, musées royaux des beaux-arts de Belgique, Bruxelles, 1983
- Rétrospective Louis Van Lint, musée d’Ixelles - Museum van Elsene, Bruxelles, 2003
- Louis Van Lint : gouaches, aquarelles, dessins, Fondation pour l’Art belge contemporain, Bruxelles, 2003
- Hommage à Louis Van Lint, Espace Art du XXe siècle, musée de Louvain-la-Neuve, 2009

### Expositions collectives
- Art Jeune, Salle Atrium, Bruxelles,1938.
- La Route libre, Galerie de la Toison d'Or, Bruxelles, 1940.
- Salon annuel Apport, Galerie Apollo, Bruxelles, 1941-42-43.
- La Jeune Peinture belge, Galerie Apollo, Bruxelles, 1944.
- La Jeune Peinture Belge, Cercle Interalliés, Ostende, 1945.
- La Jeune Peinture Belge, Galerie Plaats, La Haye, 1947.
- La Jeune Peinture belge, Stockholm, 1947.
- Biennale de Venise, 1948.
- International Watercolor Exhibition, Fourteenth Biennial, Brooklyn Museum, New York, 1948.
- Cobra, Amsterdam, 1949, Bruxelles, 1950, Rotterdam, Liège, 1951, Bruxelles, 1962, Charleroi, 1964, Rotterdam, 1966, Bruxelles, 1974, Sint-Niklaas, Namur, 1975, Schelderode, 1978, Salon de Mai, Paris, 1953, 1965.
- 2e exposition internationale d'art expérimental, Palais des beaux Arts, Liège, 1951.
- La Jeune Peinture Belge, 10 ans après, Galerie Apollo, 1951.
- Biennale de São Paulo, 1951-1953.
- Carnegie Institute, Pittsburgh, 1952.
- Peinture belge contemporaine, Bâle, Bergen, Tokyo, Séoul, 1952,

Afrique du sud, 1953, Milan, 1954, Luxembourg, Leyde, 1955, Poznań, 1957, Exposition Universelle de Bruxelles, 1958, Munich, 1959, Arlon, 1960, New York, Valdagno, 1960, Chicago, Tolède, Cincinnati, 1961, Castres, La Haye, Madrid, Washington, Vienne, Eindhoven, 1962, Bochum, Stuttgart, 1963, Rio de Janeiro, 1965, Madrid, 1966, Bucarest, Sofia, Budapest, 1967, Florence, 1971, Odense, Budapest, Pragues, 1973, Reims, 1974, Tunis, 1975, New York, 1980.
- Guggenheim Museum, New York, 1954.
- Bertrand, Bonnet, Van Lint, Bruxelles, 1955.
- Hedendaagse Belgische en Nederlandse schilderkunst, La Haye, 1956.
- Carnegie Institute, Pittsburgh, 1958.
- L'art du XXe siècle, Palais des Beaux-Arts de Charleroi, 1958.
- Documenta 2, Documenta, Cassel, 1959.
- Contrast, Casino, Blankenberge, 1960.
- Art Vivant, Mechelen, 1960.
- Biennale de Tokyo, 1961.
- Forum 62, Sint-Pietersabdij, Gent, 1962.
- Cultureel Centrum de Beyerd, Breda, 1964.
- Figuratie-Defiguratie, Museum voor Schone Kunsten, Gent, 1964.
- Biennale de Tokyo, 1965.
- Kontrasten 47/67, Koninklijk Museum voor Schone Kunsten, Antwerpen, 1968.
- Abstraction II, International Art Gallery, Lasnes, 1978.
- The sixties - Art in Belgium, SMAK Stedelijk Museum voor Actuele Kunst, Gent, 1979.
- Presentation of the collection, SMAK Stedelijk Museum voor Actuele Kunst, Gent, 1982.
- Autoportraits en Belgique depuis 1945, Namur, 1991.
- Cobra Hasta 12 Años Despues: En La Coleccion Karel Van Stuijenberg, musée d'Art contemporain de Santiago (es), et Museo de Arte Moderno, Buenos Aires, 1994.
- La peinture abstraite en Belgique 1920-1970, Crédit communal, Bruxelles, 1996.
- La pittura flaminga e olendese, Venise, 1997.
- Tuinieren na de Oorlog. Deel 1. Witte zaal, Gent, 1999.
- L'abstraction en Communauté française au XXe siècle, Centre le Botanique, Bruxelles, 2003.
- De Cobra à l’abstraction. La Collection Thomas Neirynck, Centre Wallonie – Bruxelles, Paris, 2006.
- Geschilderd, Benoot Gallery, Oostende, 2007.
- Cobra Passages – La collection Neyrinck, BAM, Mons, 2008.
- L’abstraction belge depuis 1945 dans la collection Dexia, Maison de la Culture, Namur / galerie banque Dexia, Bruxelles, 2010
- BRAFA, 25e anniversaire de la Fondation Roi Baudouin, Bruxelles, 2012
- Kandinsky & Russia, Musées royaux des Beaux-Arts de Belgique, Bruxelles, 2013
- Around Louis Van Lint, Galerie Pierre Hallet, Bruxelles, 2013
- Léon-Louis Sosset : l'œil d'un critique, Musée Marthe Donas, Ittre, 2014
- In search of beauty, Group 2 Gallery, Bruxelles, 2014
- Abstractions géométriques belges. De 1945 à nos jours, BAM, Mons, 2014
- Gli autoritratti belgi degli Uffizi, Musée des Offices, Florence, 2014

## Élèves
- Francis Herth (1943-2018).